# Conflit de canard (film)
Pour plus de détails, voir Fiche technique et Distribution.
Conflit de canard (Rabbit Seasoning) est un cartoon Merrie Melodies réalisé par Chuck Jones, sorti en 1952. Il met en scène Bugs Bunny, Daffy Duck et Elmer Fudd. C'est le second volet de la trilogie de la chasse qui inclut également Chassé-croisé et Qui va à la chasse ?.

## Synopsis
C'est la saison de la chasse au lapin : Daffy cloue des milliers de panneaux indiquant le chemin jusqu'au terrier de Bugs : Elmer suit cette piste et tire dans un terrier vide car Bugs est venu le voir. Daffy sort de sa cachette lorsque Elmer dit qu'il n'a pas encore vu un seul lapin : Bugs propose d'être tué maintenant ou chez Elmer, Daffy hurle qu'il doit être tué tout de suite. Le lapin embrouille Daffy à deux reprises en remplaçant « me » par « te », ce qui permet à Elmer de tirer sur un canard qui « veut être tué tout de suite ». Après s'être fait avoir une dernière fois, Daffy s'enfuit avec Bugs et ils se réfugient dans un terrier. Le canard reçoit encore une balle lorsqu'il veut jeter un coup d'œil dehors. Bugs ressort déguisé en séduisante femme et est suivi par Elmer sous le charme ; Daffy incrédule tente en vain de convaincre Elmer de la supercherie mais un baiser de Bugs suffit à Elmer à vouloir préparer un magret de canard. Ce dernier démasque Bugs et le lapin l'embrouille une dernière fois si bien que Daffy se reçoit une balle d'Elmer alors qu'il est chez lui.